# Landsjö (Örnsköldsviks kommun)

Landsjö är en bebyggelse som ligger cirka 25 kilometer norr om Örnsköldsvik i Örnsköldsviks kommun. Byn är utbredd mellan höga berg runt Landsjösjön och med bynamn som Utanlandsjö, Västerlandsjö, Näset, Hackback och Storbyn
Cirka 50 familjer bor året runt här samt många sommarboende. 
Samlingspunkten är bygdegården där olika aktiviteter sker under året.